# Pierre André de Suffren de Saint Tropez
Pierre André de Suffren de Saint-Tropez (Saint-Cannat, 17 luglio 1729 – Parigi, 8 dicembre 1788) è stato un ammiraglio francese.
Terzo marchese di Saint-Tropez, de Suffren proveniva da una nobile famiglia della Provenza che nel XIV secolo vi era emigrata da Lucca. Egli nacque al castello di Saint-Cannat, presso Aix-en-Provence nell'attuale dipartimento di Bocche del Rodano. Divenne particolarmente famoso per la sua campagna nell'Oceano Indiano, nella quale contese senza successo la supremazia alla forza britannica guidata dal viceammiraglio Sir Edward Hughes. Diverse classi di navi e navi della Marine nationale portano il suo nome.

## Biografia

### I primi anni

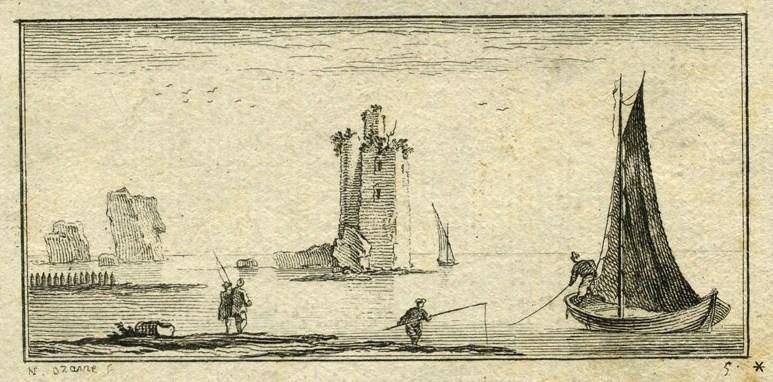
Fu probabilmente su un peschereccio come questo che Pierre André de Suffren imparò a navigare a Saint-Tropez (incisione settecentesca di Nicolas Ozanne).

Pierre-André de Suffren nacque il 17 luglio 1729 al castello di Saint-Cannat, in Provenza, dodicesimo dei quattordici figli (di cui solo nove raggiungeranno l'età adulta) del marchese Paul de Suffren e di sua moglie Hiéronyme de Bruny. Quattro suoi fratelli diventeranno generali d'esercito dell'Ordine di San Giovanni di Gerusalemme, mentre delle sue quattro sorelle due sposeranno dei nobili provenzali, mentre due entreranno in convento.
La famiglia paterna era originaria di Lucca ove portava il cognome Suffreni e da dove emigrò nel XIV secolo nell'ambito delle guerre tra guelfi e ghibellini.
Poco si sa del rapporto tra Pierre-André ed i suoi genitori, a parte il fatto che egli trascorse la propria infanzia al castello di Saint-Cannat, a quello di Richebois (a 4 km da Salon-de-Provence) e ad Aix-en-Provence (in una casa sull'attuale Cours Mirabeau). Com'era in uso fra la nobiltà dell'epoca, Pierre-André venne subito affidato ad una nutrice, che lui stesso nei suoi resoconti chiama Babeau, a cui sarà sempre molto legato e che visiterà per l'ultima volta nel 1784, al culmine della sua gloria al suo ritorno dall'India.
Le prime esperienze col mare pare che Pierre-André le abbia avute a bordo di alcuni pescherecci ormeggiati a Saint-Tropez, imparando le prime manovre che costituiranno la base della sua futura professione. Per quanto riguarda i suoi studi, Suffren studiò con dei tutori privati sino alla sua inclusione nel collegio gesuita di Tolone. Durante i suoi primi anni di studi, de Suffren manifesterà una grande passione per la letteratura, per la storia, per l'arte e per la musica. Il 30 ottobre 1743 decise di entrare a far parte della marina militare francese ed intraprese la scuola per guardie marine.

### I primi combattimenti nella guerra di successione austriaca (1740-1748)
La rivalità navale e coloniale tra Inghilterra e Francia, inattiva dall'epoca di Luigi XIV, aveva ripreso vigore dal 1740. Se è pur vero infatti che l'impero coloniale francese, esteso dal Canada ai Caraibi (Santo Domingo) con la Louisiana, l'Africa e la maggior parte dell'India meridionale (Altopiano del Deccan), godette di grande prosperità, l'Inghilterra fu sempre un temibile avversario sul campo dell'espansione. I mercanti di Londra lamentarono costantemente il peggioramento delle relazioni commerciali tra i due paesi, soprattutto da quando l'Inghilterra era entrata in guerra con la Spagna nel 1739, il che pose la corte di Versailles in grave difficoltà dal momento che le corone di Francia e Spagna erano amministrate da cugini (il nipote di Luigi XIV, Filippo V di Spagna, regnava a Madrid dal 1700).
In quest'ambito le sfide della rinnovata rivalità anglo-francese furono notevoli dal momento che gli inglesi erano fermamente determinati a interrompere l'espansione marittima e coloniale della Francia a proprio vantaggio. La Royal Navy, che vantava un numero di navi superiore a quello della Marina Reale Francese, puntò soprattutto ai possedimenti coloniali francesi così da compromettere le rendite che da essi annualmente provenivano a Parigi.

#### La battaglia di capo Sicié, un battesimo del fuoco a quindici anni

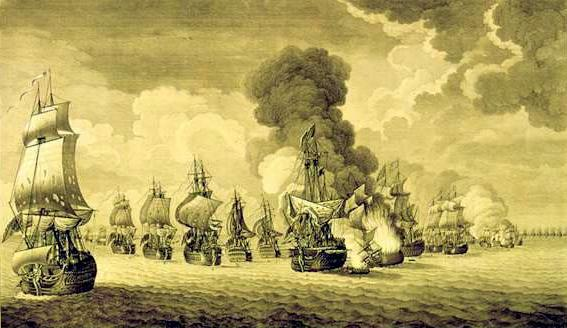
La Battaglia di capo Sicié (22 febbraio 1744), illustrazione dello spagnolo Diego de Mesa; detta anche Battaglia di Tolone, fu il primo scontro fra inglesi e spagnoli cui assistette de Suffren, allora quindicenne.

Lo squadrone spagnolo di Don Juan José Navarro, destinato a trasportare a Genova un corpo di spedizione iberico, era rifugiato a Tolone fin dal 1742. La situazione era umiliante sia per il re di Spagna che per il re francese dal momento che la maggior base navale del Mar Mediterraneo stava subendo una sorta di blocco navale da parte inglese da due anni e quello stato di cose ormai non era più tollerabile. Il governo francese prese dunque la decisione di fornire sedici navi a protezione dei propri alleati spagnoli per forzare il blocco e permettere loro di tornare a Barcellona. De Suffren era a bordo della Solide, un vascello varato vent'anni prima, con una forza di 64 cannoni, agli ordini del tenente generale Court de La Bruyère, un venerabile comandante di 77 anni che da trenta non prendeva più il mare. Il morale e la disciplina degli uomini a bordo erano bassi, ma anche lo squadrone spagnolo e la flotta inglese non erano messi molto meglio.
In ogni caso, dopo diversi esercizi di addestramento nel porto, lo squadrone venne portato fuori Tolone, con i francesi in testa e al centro e gli spagnoli a coprire la retroguardia. I francesi all'epoca non erano ancora in guerra con l'Inghilterra e pertanto vennero avvisati di non sparare contro alcuna nave inglese se non attaccati direttamente. Ovviamente gli inglesi, che erano in guerra con gli spagnoli, interpretarono l'azione di scorta come la volontà della Francia di collaborare con i loro nemici e per questo il viceammiraglio Thomas Mathews, sfruttando il vento favorevole, si diresse con le sue 32 navi contro le 28 del convoglio nemico affrontandole nella linea di battaglia classica e concentrando i propri attacchi sulla retroguardia spagnola. Al centro dello schieramento, lo scontro fra la Solide e gli inglesi della Northumberland si limitò a uno scambio di cannonate da lontano e il giovane de Suffren ebbe così un battesimo del fuoco non troppo agitato, mentre all'avanguardia le navi francesi passarono in vantaggio grazie a una migliore artiglieria e manovrabilità. La battaglia si concluse con il ritiro degli inglesi quando il viceammiraglio Mathews si vide abbandonato da una parte dei propri velieri. Nello scontro gli spagnoli persero una piccola nave, la Poder, mentre la flotta inglese ebbe tre vascelli gravemente danneggiati e dovette ripiegare su Gibilterra e il porto di Mahón per ripararli.
Questa battaglia navale, oggi perlopiù dimenticata, all'epoca ebbe invece notevole risonanza. Il ministro della marina francese, Maurepas, colse l'occasione per indire la progettazione di nuove navi avanzate da usare contro gli inglesi, mentre in Spagna venne festeggiata con grandi eventi.
Dopo la scorta delle navi superstiti, la flotta francese fece ritorno tranquillamente a Tolone. De Suffren giunse a terra il 30 giugno e trascorse tutto il mese di luglio successivo a terra. Il 1º agosto 1744 si imbarcò sulla Tridente, con 64 cannoni. Il 15 marzo 1744, nel frattempo, Luigi XV aveva finalmente dichiarato guerra all'Inghilterra.

#### Primi comandi e primi fallimenti
Suffren si portò per la prima volta al di fuori del Mar Mediterraneo quando il Tridente raggiungerà le Indie Occidentali nell'estate del 1744 prendendo parte a diverse altre piccole battaglie navali. Ritornato nel 1745, Pierre-André salpò da Brest sulla Palme, una corvetta di dodici cannoni. Abituato a viaggiare su grandi unità, tutto cambia per de Suffren sulla Palme, piccola, con solo un paio di decine di marinai per equipaggio, al comando di un semplice tenente, il signor Breugnon. In assenza di qualsiasi altro ufficiale a bordo, Pierre-André si ritrova investito di pesanti responsabilità, garantendo la manutenzione del materiale presente a bordo come del comportamento dell'equipaggio, compito quest'ultimo non particolarmente facile dal momento che quasi tutti gli imbarcati parlano bretone, una lingua che de Suffren non conosce affatto.
La missione della Palme era quella di pattugliare la costa francese della Manica proteggendo i pescatori francesi dai corsari inglesi. Il 29 dicembre 1745, la nave si trovava al largo di Calais quando venne impegnata in combattimento contro due navi corsare inglesi, il che si rivelò un fallimento. Gran parte della truppa francese si rifiutò di ubbidire agli ordini quando venne ordinato l'abbordaggio.
Sull'accaduto è intervenuto Rémi Monaque in questi termini: "Sia il giovane comandante che il suo sottoposto al comando della corvetta non avevano sufficiente esperienza per padroneggiare una situazione difficile perché era da appena tre mesi e mezzo che essi comandavano la nave". Intenzionato d'ora in poi a stabilire rapporti più stretti coi suoi sottoposti, Pierre-André imparò il bretone, l'inglese e l'italiano.

#### La drammatica spedizione di Louisbourg (1746)

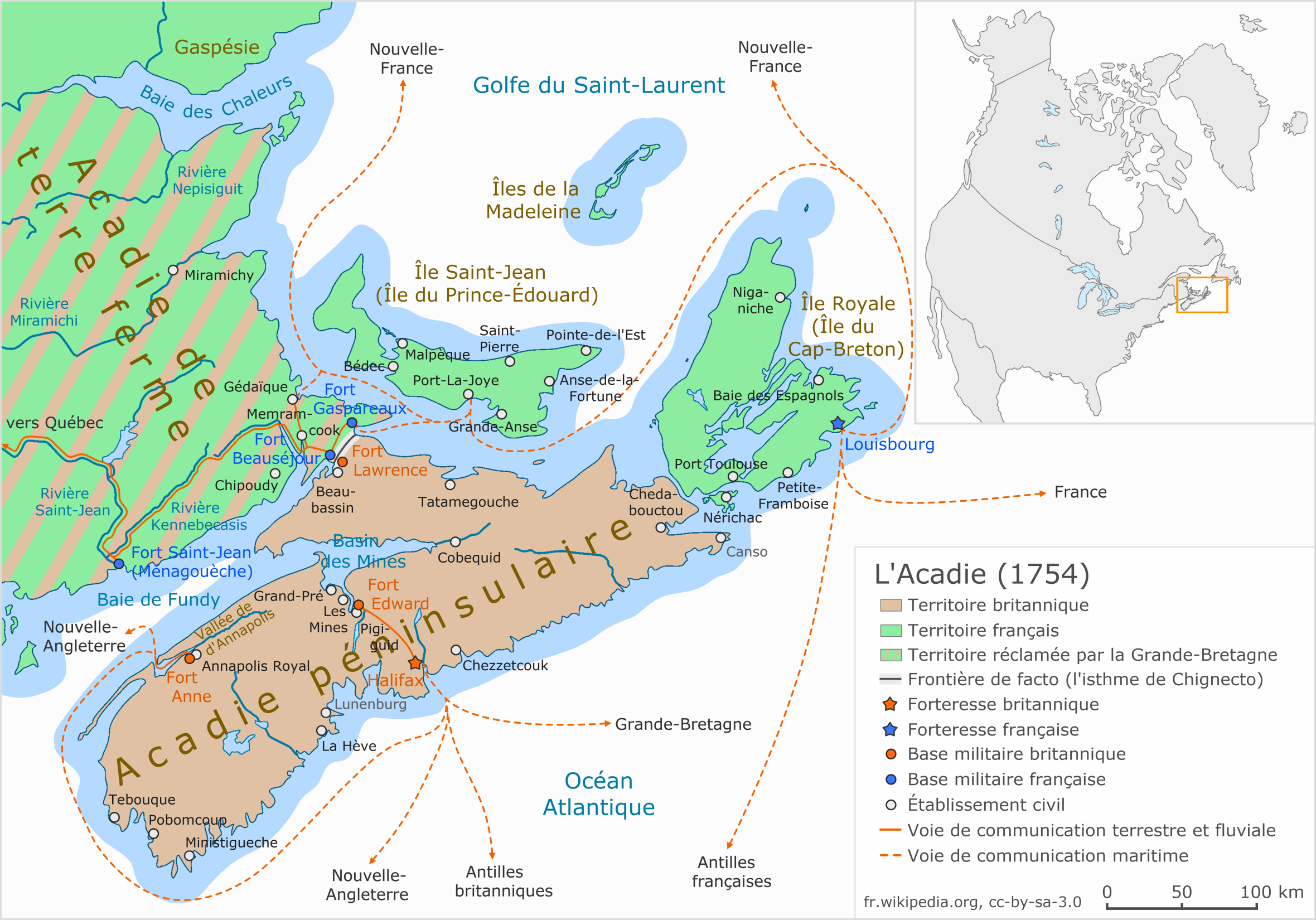
Schema degli scontri della spedizione di Louisbourg del 1746

Nel 1746, Suffren salpò nuovamente a bordo del Tridente che prese parte alla spedizione comandata dal duca d'Anville per la riconquista della città di Louisbourg. L'anno precedente, infatti, la più grande fortezza incaricata di difendere l'ingresso marittimo del Canada, sull'Isola di Cape Breton, era stata catturata dagli inglesi quasi senza combattere: la mal difesa fortezza, con appena 1.500 uomini, si trovò spiazzata dall'improvviso arrivo di 4.000 cavalieri inglesi dal New England.
Il ministro della marina francese, Maurepas, aveva immediatamente deciso di inviare un potente squadrone per riprendere Louisbourg composto da 55 (o 60) navi con 3.500 uomini a bordo, il tutto scortato da altre 10 navi, tre fregate e tre navi cannoniere, il tutto al comando del duca di Anville. Il piano, ambizioso, prevedeva di prendere anche Port Royal, capitale dell'Acadia che divenne poi Annapolis e distruggere per rappresaglia anche la città di Boston.
Il convoglio si raccolse lentamente appena fuori Rochefort (12 maggio), ma venne colpito inizialmente da un'epidemia di tifo. Quando le navi poterono prendere il largo era ormai molto tardi nella stagione della navigazione dell'Atlantico (22 giugno) e la spedizione giunse a destinazione il 12 settembre 1746, incorrendo però in una terribile tempesta che costrinse molte navi gravemente danneggiate a fare ritorno in Francia. La spedizione si tramutò ancora una volta in una vera e propria catastrofe sanitaria che decimò l'equipaggio: scorbuto e intossicazioni causati dalla scarsa qualità del cibo uccisero 800 soldati e 1.500 marinai in pochi giorni. D'Anville, colpito da un proiettile, crolla sulla sua nave ammiraglia, sostituito dal suo sottoposto che cadde a sua volta malato e tentò il suicidio. La Jonquière, che ottenne quindi il comando del convoglio, fece un ultimo tentativo con quattro navi di riprendere il controllo della città di Annapolis ma venne coinvolto in un'ulteriore tempesta e decise per questo di fare ritorno in patria lasciando la fortezza di Louisbourg nelle mani degli inglesi.
Suffren iniziò a farsi notare malgrado gli eventi ed il capitano della Solid fece uno splendido rapporto su di lui.

#### La battaglia di Capo Finisterre: il sacrificio della scorta
Nonostante la pesante sconfitta di Louisbourg, le successive scelte strategiche del primo ministro Maurepas si dimostrarono sagge nei tre anni di guerra successivi contro l'Inghilterra. Dal 1744 al 1747 il commercio navale francese si era convertito all'uso di grandi convogli (alcuni dei quali di centinaia di navi) scortati da piccole o medie flotte militari, sia nell'Atlantico che soprattutto nell'Oceano Indiano. Patrick Villiers ha scritto a tal proposito: "Contrariamente a quanto è stato scritto, i migliori ufficiali della marina francese vennero destinati a questo servizio di scorta, ricevendo dai porti e dai commercianti le più vivide collaborazioni".
Dal 1747 anche gli inglesi si resero conto di aver impegnato troppe forte nel contrasto marittimo con la Francia continentale. Il primo grande scontro tra le due flotte dopo i cambi strategici avvenne presso Capo Ortegal il 14 maggio 1747.

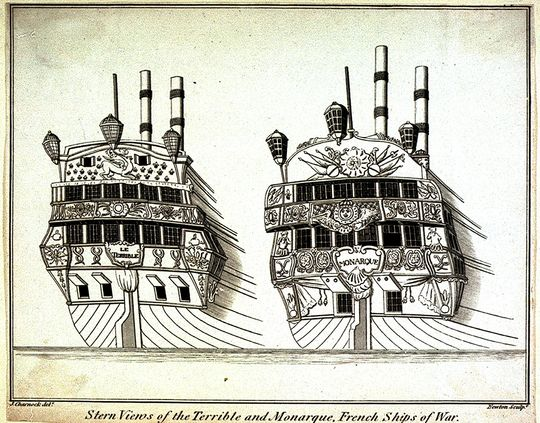
I vascelli Terrible e Monarque (74 cannoni), dopo la cattura. Per Suffren, che aveva combattuto a bordo della Monarque, fu la prima prigionìa in Inghilterra.

Suffren non era presente allo scontro di Capo Ortegal, ma si trovò coinvolto nella ben più nota battaglia di Capo Finisterre il 25 ottobre 1747. Bene informati sugli spostamenti commerciali dei francesi, gli inglesi avevano intercettato un grande convoglio partito dalla Francia e diretto nelle Indie Occidentali: 252 navi mercantili, accompagnate da solo 8 navi di scorta al comando del marchese de Létanduère. L'ammiraglio inglese Hawke disponeva di quattordici navi e sapeva che colpire il convoglio avrebbe voluto dire infliggere un pesante colpo al commercio coloniale francese, col fallimento di decine di proprietari e concessionari. Per la parte inglese, la priorità era quella di catturare il convoglio, lasciando anche da parte la scorta (che nell'idea inglese sarebbe potuta fuggire di fronte alla sua grande inferiorità numerica e potenziale). Per parte francese, l'obbiettivo era altrettanto chiaro: il convoglio doveva giungere a destinazione ad ogni costo, se necessario anche sacrificando la scorta. Pierre-André si trovava a bordo della Monarque nel convoglio, una nave nuova di zecca con 74 cannoni, appena uscita dai cantieri navali di Brest, comandata dal capitano La Bédoyère, col quale Pierre-André aveva già collaborato sulla Trident.
La battaglia ebbe inizio verso le 11:30 ed ebbe subito una svolta difficile. Le navi inglesi, più numerose, accerchiarono ben presto la scorta francese che si trovò a combattere su entrambi i lati. La Monarque, sopraffatta dal fuoco incrociato di quattro vascelli inglesi, si trovava quasi del tutto disalberata eppure resisteva al combattimento. Il suo capitano venne però ucciso negli scontri così come i 130 membri dell'equipaggio (di 233 uomini totali). Il capitano in seconda del Monarque, M. de Saint-André, si dovette risolvere ad ammainare la bandiera dopo sette ore di combattimento, seguito ben presto da altre cinque navi (le quali oltre ad essere state disalberate avevano anche esaurito le munizioni). Il Tonante (80 cannoni), parzialmente disalberato, era ancora in lotta contro cinque vele nemiche, così come l'Intrepid (74 cannoni) che riuscì a sfuggire alle grinfie delle navi britanniche: il suo capitano, Vaudreuil, aveva attraversato lo squadrone inglese ed era riuscito a defilarsi dallo scontro.
Calata la notte, le due navi francesi riuscirono a fuggire e l'Intrepid ed il Tonante riuscirono a tornare a Brest il 9 novembre 1747.
Il giovane Pierre-André cadde prigioniero degli inglesi e venne portato in trionfo dall'ammiraglio Hawke sul Tamigi assieme alle sei navi catturate. Questo fu un momento doloroso per la carriera di de Suffren al punto che egli coltivò in tal modo un profondo sentimento anti-inglese, ma colse la sua permanenza londinese per imparare l'inglese in maniera più approfondita e quindi sfruttare tale risorsa poi contro il nemico. Suffren venne rilasciato nel 1748 con la firma del trattato di Aquisgrana.

### Da una guerra all'altra (1748-1755)

#### I primi passi a Malta (1748-1751)

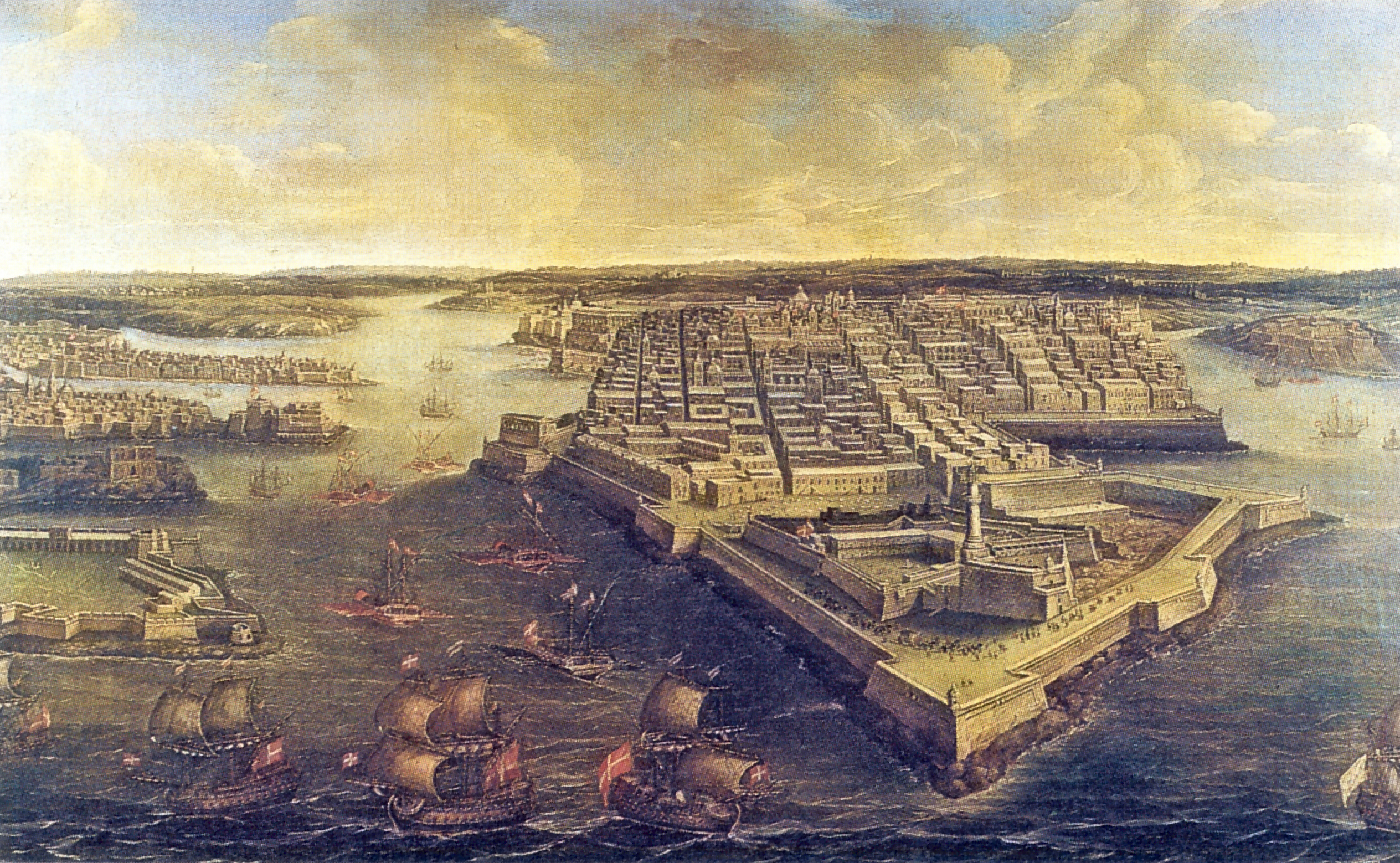
Il porto di La Valletta alla fine del XVIII secolo. Suffren vi sbarcò nel 1748 per svolgere il proprio apprendistato presso l'Ordine di San Giovanni di Gerusalemme.

Già quando Pierre-André e suo fratello Paul-Julien (di un anno più giovane) erano ancora in tenera età, suo padre decise di ammetterli a far parte dell'Ordine di San Giovanni di Gerusalemme. Già nel settembre del 1737 papa Clemente XIII pubblicava due brevi che consentivano ai due ragazzi rispettivamente di 8 e 7 anni di entrare a far parte dell'Ordine malgrado la giovane età, costringendoli a prendere i voti di castità ed obbedienza come era in uso per gli ultrogeniti delle famiglie aristocratiche d'epoca.
L'entrata nell'Ordine era un procedimento lungo e costoso e pertanto elitario; bisognava fornire prove necessarie di nobiltà, legittimità ed altri requisiti tra cui l'approvazione del priorato di Saint-Gilles (regione dell'ordine nella quale erano nati i due), atti di battesimo, matrimonio dei genitori, albero genealogico al fine di verificare le parentele e che nessun ebreo, musulmano o comunque non cristiano si trovasse entro i quarti di famiglia, oltre al costo iniziale di 6350 lire tornesi a bambino ed il costo mensile di 300 lire tornesi. L'indagine religiosa può far sorridere se pensiamo infatti che molte famiglie aristocratiche della Provenza avevano origini ebraiche, fatto che comunque non impedì a questi di fornire per quasi due secoli dei cavalieri all'Ordine. Il 22 marzo 1737 pertanto, al fine di tutte le necessarie indagini, i due vennero ammessi all'Ordine col grado di cavaliere di giustizia.
È nel settembre del 1748 però che Pierre-André giunge per la prima volta a Malta con il fratello, a 19 anni. A differenza però di suo fratello che farà proprio carriera nelle milizie dell'Ordine, Pierre-André vi parteciperà solo occasionalmente, preferendo servire la marina francese. La leggenda vuole che, al suo arrivo, Pierre-André si sarebbe trovato a combattere in duello con un cavaliere bretone che lo aveva definito un "mercante di olive". La storia sembra credibile perché i duelli erano comuni fra tutti quei giovani dal sangue caldo; quella particolare contesa comunque pare non aver avuto alcuna vittima.
Secolare istituzione nel Mediterraneo fin dai primi giorni delle Crociate, la missione dell'Ordine era quella di combattere turchi e corsari del Nord Africa, scortando convogli commerciali, effettuando operazioni di rappresaglia contro le città "barbare" o riscattando prigionieri cristiani. L'Ordine aveva la propria base in imponenti fortificazioni nel porto di La Valletta e disponeva di numerose galee, fregate ed altre piccole imbarcazioni. Curiosamente a Malta non esisteva una scuola navale, ma i giovani cavalieri apprendevano sul posto le nozioni e l'esperienza necessarie. La Valletta disponeva inoltre di un grande ospedale che consentiva a molti cavalieri di essere all'avanguardia nell'arte medica, tantopiù che tutti avevano l'obbligo di trascorrere almeno un giorno a settimana nel visitare i pazienti presenti. Suffren visitò con interesse questo ospedale interessandosi alle cure dei malati e dei feriti che poi trasferì nella sua esperienza in marina.
Oltre a questo vigeva una stretta formazione religiosa come "militi di Cristo".
Nel mese di marzo del 1751 Pierre-Andre tornò sul suolo francese e si reimbarcò sulle navi del re.

#### La ripresa della rivalità navale e coloniale anglo-francese

L'America del Nord nel 1750. Le tensioni coloniali tra Francia e Inghilterra si concentrarono dapprima in aree costiere come le Antille o le Indie e poi portarono alla ripresa di una vera e propria nuova guerra.

Poco sappiamo della vita di Pierre-André dopo il suo ritorno da Malta. Sembra che il giovane, ottenuto il grado di tenente, trascorse tutto il 1751 tra Marsiglia e Tolone, riprendendo il mare nel 1752 e poi tornando per il 1753. Nel 1754 Suffren salpò da Tolone sulla fregata Rose (30 cannoni), appena entrata in servizio, con la quale compì una lunga crociera nel Mediterraneo dalla primavera all'autunno di quell'anno. Nel 1755 Pierre-André è imbarcato sulla Dauphin Reale (70 cannoni).
Nel corso di questi ultimi anni, la Francia e l'Inghilterra avevano riacquistato respiro dalle rispettive sconfitte subite e ricominciarono a creare punti di tensione tra loro dal momento che il trattato di Aix-la-Chapelle non aveva risolto tutti i problemi emersi.
Il problema di maggior peso che ora si poneva nel contrasto tra le due potenze coloniali era il Nord America: lì infatti i francesi possedevano i territori dal delta del fiume San Lorenzo al Mississippi, comprendendo tutta la zona dell'attuale Canada e dei Grandi Laghi, dando così l'impressione agli inglesi di vedere le loro minori aree coloniali accerchiate dalla pericolosa potenza francese. In Canada, ove permaneva la maggioranza dei coloni francesi (circa 60.000), lo scontro coi quasi 2 milioni di coloni inglesi era quasi quotidiano, grazie anche ai supporti da Londra. In India, ove l'ammiraglio francese Dupleix aveva ripreso la guida della Compagnia francese delle Indie orientali, riprese l'idea di creare un regno francese nel Deccan. Il commercio coloniale aveva infatti subito un boom spettacolare dopo il ritorno della pace, con le esportazioni del regno raddoppiate tra il 1740 ed il 1755.
Per parte francese, contrariamente alla credenza popolare che vede Luigi XV come un re ozioso nel colonialismo, il governo fece passi avanti ma con cautela. Nel 1749, Maurepas disegnò una chiara valutazione della guerra non solo per stimolare l'innovazione tecnologia a colmare lo squilibrio numerico tra le due marine, ma portando anche la flotta régia stessa a 60 navi, scartando le imbarcazioni più obsolete e sostituendole con nuove. L'ultima guerra era inoltre stata particolarmente costosa per la Francia, motivo per cui il governo si dimostrava così cauto nelle spese.
Per parte inglese, la Royal Navy aveva visto il fine della guerra precedente come un vero e proprio fallimento. Le poche navi catturate dai francesi mostravano infatti una qualità nettamente superiore di quelle inglesi. Gli inglesi iniziarono anche ad adoperarsi per combattere lo scorbuto in altomare.

### Suffren e le prove della Guerra dei Sette anni (1755-1763)

#### 1754-1755: verso la guerra navale totale

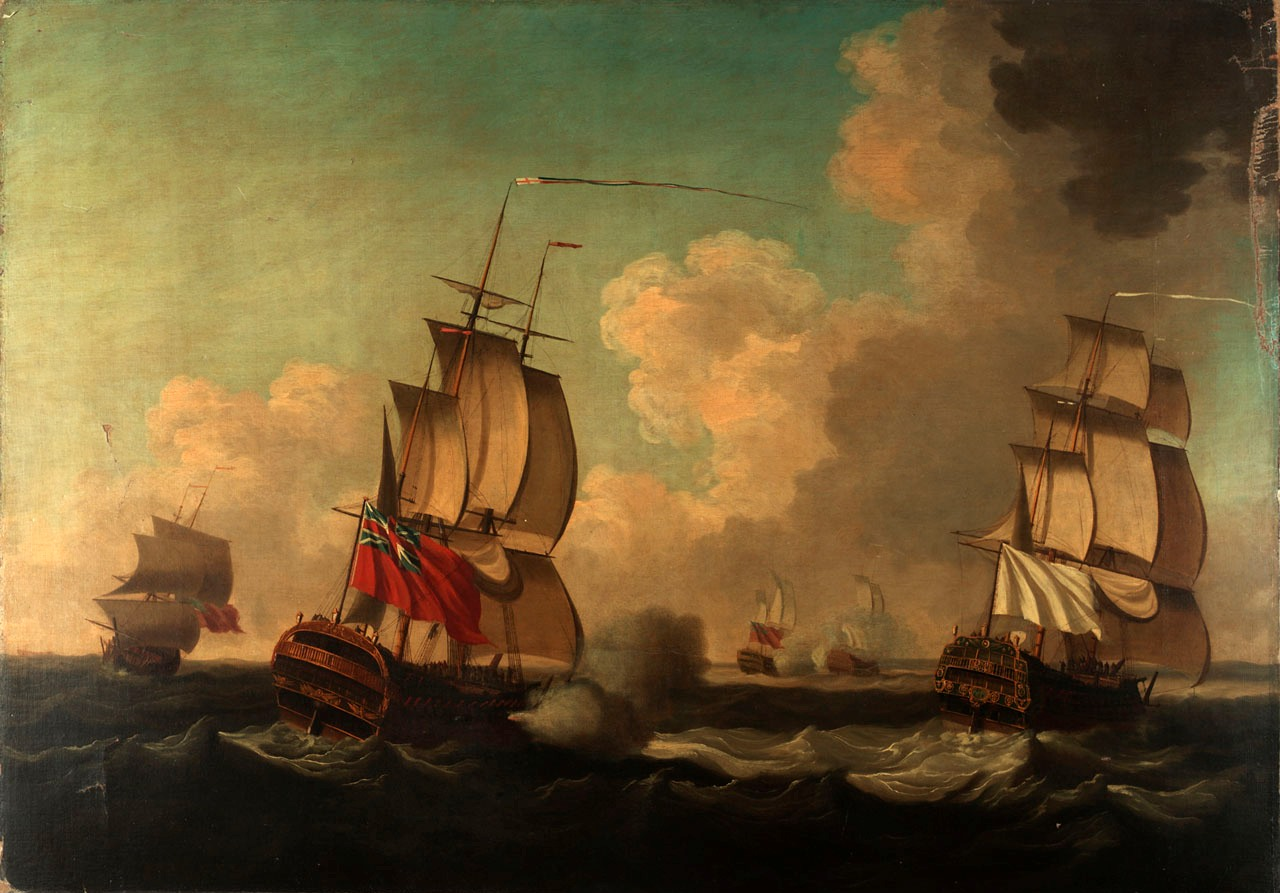
La cattura dell'Alcyde e della Lys di fronte a Terranova.

A Londra, mentre si moltiplicavano le dichiarazioni di buone intenzioni nei confronti della Francia, l'armata della Royal Navy si preparava in gran segreto all'invasione del Canada francese ed è fiutando questo fatto che dalla corte di Versailles venne l'ordine di prendere delle debite precauzioni ed inviare in Canada una flotta con venti navi e tremila soldati. Suffren si imbarcò a bordo del Dauphin Royal per la spedizione ed il 3 maggio 1755 lasciò il porto di Brest col proprio squadrone.
La flotta francese giunse rapidamente sino a Terranova ove, coinvolta dalla nebbia, il 10 giugno di quell'anno l'Alcyde, il Lys ed il Dauphin Royal si separarono dal resto della squadra. L'ammiraglio inglese Boscawen, informato della partenza della flotta francese e giunto nei pressi delle tre navi apparentemente senza intenzioni aggressive, aggirando le tre navi distaccatesi dal convoglio e coinvolgendole in combattimento, lasciandosi però sfuggire la Dauphin Royale che trovò rifugio nel porto di Louisbourg e poi, da li, ripartì alla volta di Brest. Su terra, l'esercito francese delle diciotto navi rimanenti del convoglio sconfisse pesantemente quello britannico nella battaglia del Monongahela (9 luglio).
In Acadia si verificò una vera e propria epurazione: i coloni inglesi cacciarono tutti i coloni francesi o di discendenza francese che si erano rifiutati di giurare fedeltà al re inglese, bruciando interi villaggi e confiscando le loro proprietà.

#### 1756: La sorpresa di Port-Mahon

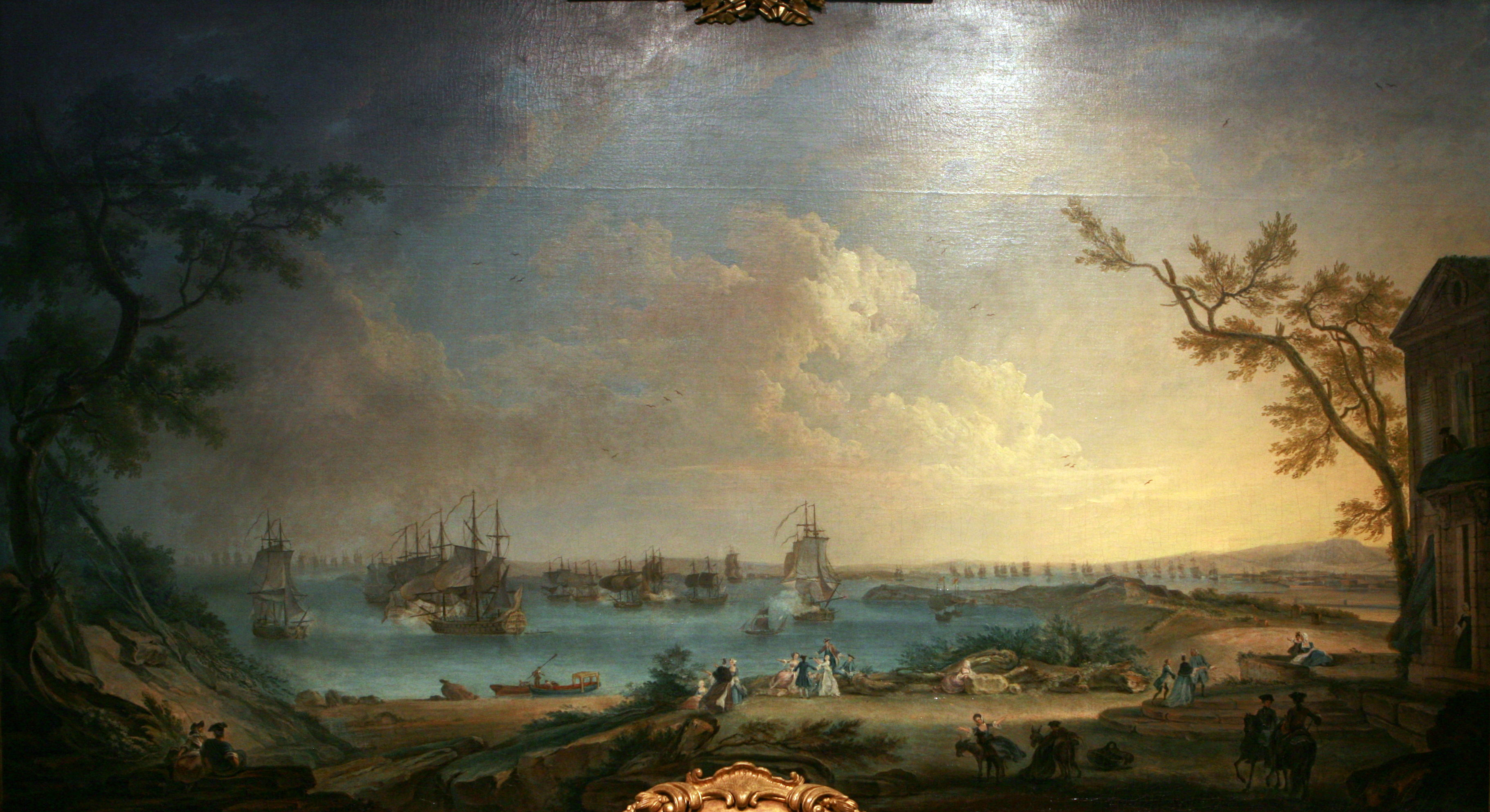
La partenza della flotta da Tolone diretta a Port Mahon (10 aprile 1756)

Dopo quasi un anno di guerra latente, il 21 dicembre 1755 Luigi XV invia a Londra un ultimatum chiedendo la restituzione delle navi catturate. Il rifiuto da parte del governo inglese pervenuto a Parigi il 13 gennaio 1756 aprì lo stato di guerra tra i due stati e questa venne dichiarata ufficialmente a Londra il 13 maggio 1756 ed a Versailles il 9 giugno successivo, quando ormai da diverse settimane erano in corso diverse operazioni con l'attacco a Minorca.
Suffren, che nel maggio di quello stesso anno era stato nominato tenente di vascello, si imbarcò a Tolone sulla Orpheus (64 cannoni) alla volta di Minorca. Durante la Guerra di successione spagnola, questa piccola isola era diventata una base navale della Royal Navy per monitorare le coste della Provenza e della Spagna. Il consiglio del re di Francia decise di lanciare un attacco a sorpresa così da ottenere quel territorio ed utilizzarlo come scambio in caso di conquiste coloniali inglesi nelle colonie francesi. Ancora una volta il trucco di far credere agli inglesi di voler attaccare la loro patria dal canale della manica con sospettosi movimenti ebbe successo e la Francia poté agire indisturbata a Minorca.
Lo squadrone Galissonnière partito da Tolone il 10 aprile 1756 giunse a Port Mahon dopo qualche giorno: 12 navi di linea, 5 fregate, 176 navi da trasporto per permettere lo scarico di 12.000 soldati al comando del maresciallo duca di Richelieu. Lo sbarco (18 aprile) fu un successo e pose immediatamente assedio alla cittadella di San Filippo (23 aprile).
Il 19 maggio, giunse intanto da Gibilterra uno squadrone guidato dall'ammiraglio John Byng con tredici navi, quattro fregate e alcune corvette, per portare rinforzi alla locale cittadella. Il combattimento delle due flotte ebbe inizio il 20 maggio alle 13.00 con la marea a favore. L'Orpheus, su cui Suffren è imbarcato, viene impegnata in prima linea e partecipa attivamente agli scontri.
Intanto la flotta inglese riuscì a far sbarcare i suoi 4000 soldati per poi fare ritorno a Gibilterra per le riparazioni il 23 maggio. La cittadella però si arrese sotto i colpi dei francesi il 29 giugno successivo. Dopo aver assicurato la situazione, i francesi tornarono a Tolone il 16 luglio.
L'ammiraglio Byng sarà condotto dinanzi alla corte marziale e giustiziato "per non aver fatto tutto il possibile per salvare la situazione".

#### 1757-1758: la Royal Navy verso il predominio marittimo
Nel 1757, Suffren si imbarcò sulla Pléiade a Tolone, mentre si armava uno squadrone diretto a Santo Domingo ed in Canada. Ma le incursioni degli inglesi sulle navi commerciali francesi iniziavano a farsi sentire e ci vollero circa sei mesi prima che l'armatore riuscisse a trovare navi sufficienti per la spedizione (6 navi e 2 fregate). È in queste condizioni che Suffren lasciò la Francia a bordo della nave ammiraglia di 80 cannoni. Nel mese di dicembre di quell'anno la flotta incontrò dodici navi inglesi che le sbarrano il cammino ed il convoglio francese trova rifugio nel porto di Cartagena il 7 dicembre, inseguito della navi nemiche che subito imposero il blocco al porto, nonostante la neutralità spagnola al conflitto. Lo squadrone passò l'inverno in Spagna ed il 28 febbraio 1758 due navi poterono lasciare il porto, la Fulmine (ottanta cannoni) e la Orpheus (sessantaquattro) tornando a Tolone senza successo nel maggio del 1758.
La marina francese entrò così nella sua epoca più buia che avrebbe visto l'inarrestabile ascesa di quella britannica.

#### 1757-1763: altri combattimenti nella Guerra dei Sette anni
Nel 1759 de Suffren venne preso nuovamente prigioniero degli inglesi quando l'ammiraglio Edward Boscawen catturò la sua nave, l'Océan, nella battaglia di Lagos (1759). Con la sconfitta della Francia nella Guerra dei sette anni e la fine delle ostilità con l'Inghilterra nel 1763, Suffren era intenzionato ancora perseguire la linea della scorta alle navi commerciali oltreoceano, innanzitutto perché posizione favorevole per ottenere alti ranghi di comando e poi perché molto lucrativa. Per questo egli venne nominato comandante della Caméléon, uno xebec (un vascello tipicamente adatto a solcare le acque del Mediterraneo), col quale si dedicò alla caccia dei pirati berberi nelle coste del Nord Africa.
Nel 1767 e sino al 1771 rimase sempre al servizio di scorta e venne promosso commendatore dell'Ordine di San Giovanni di Gerusalemme. Nel periodo tra la fine della Guerra dei sette anni e l'inizio della Guerra d'indipendenza americana, de Suffren fu tra i principali istruttori militari della marina francese. I suoi nervi saldi e la sua abilità nel manovrare le navi lo resero ben raccomandato dai suoi superiori e così facendo egli si ritrovò tra i principali fautori della nuova marina militare francese.

### 1770-1780: Le operazioni contro la Gran Bretagna

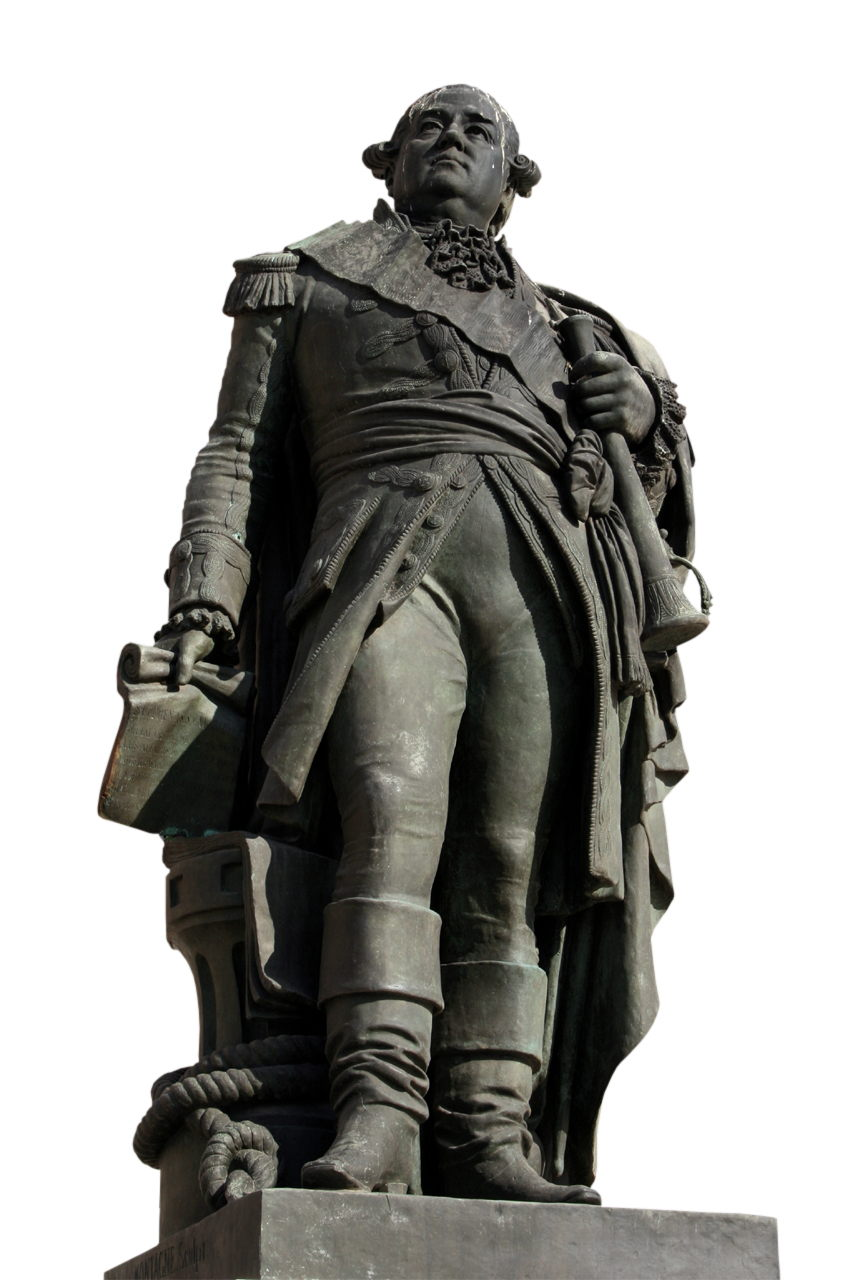
Statua di Suffren a Saint-Tropez.

Nel 1778 e nel 1779 de Suffren s imbarcò tra il personale ufficiale dello squadrone del viceammiraglio D'Estaing nelle sue operazioni in America del Nord e nelle Indie Occidentali. Egli prese parte alla Battaglia di Grenada contro l'ammiraglio John Byron a bordo della Fantasque (64 cannoni), che nello scontro perse 62 uomini.
Nel 1780 egli divenne capitano della nave francese Zélé, nella flotta combinata franco-spagnola che catturò un grande convoglio inglese nell'Oceano Atlantico.
Ebbe nell'occasione ottimi rapporti col comandante dello squadrone, l'ammiraglio spagnolo Luis de Córdova y Córdova e fu probabilmente grazie alle raccomandazioni di quest'ultimo che Suffren venne prescelto quale comandante di uno squadrone di cinque navi di linea inviate in aiuto degli Olandesi (unitisi a Francia e Spagna contro l'Inghilterra) per difendere Città del Capo contro un attacco britannico, per poi portarsi nelle Indie Orientali.
Suffren partì da Brest il 22 marzo 1781 ed il 16 aprile successivo egli riuscì ad intercettare le navi nemiche dirette verso la colonia del Capo, comandate dal commodoro George Johnstone (1730–1787), ancorate nel porto di Porto Praya, a Capo Verde. Ricordando quanto poco rispetto aveva mostrato l'ammiraglio inglese Boscawen per la neutralità del Portogallo a Lagos, egli decise di attaccare senza pietà i propri nemici, in quella che divenne nota come Battaglia di Porto Praya, senza che però alcuna delle due parti avesse perdite consistenti. Suffren giunse sino a Città del Capo e poi puntò verso l'Île de France, che era possedimento francese. Lo chef d'escadre Jean Baptiste Barthélémy Thomas d'Estienne, conte d'Orves, suo ufficiale superiore, morì mentre il suo squadrone era diretto verso il Golfo del Bengala.

#### La campagna contro Edward Hughes

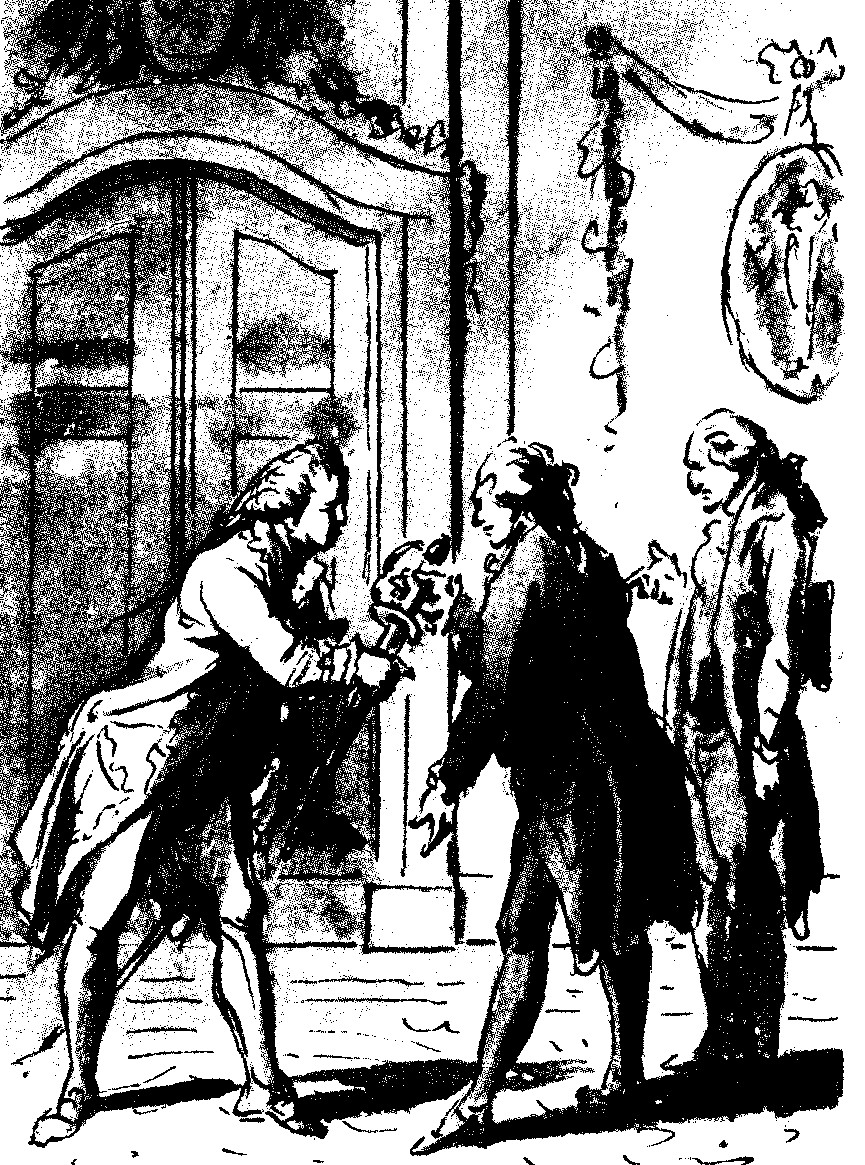
Gli inviati Mattheus Lestevenon e Gerard Brantsen presentano al vice ammiraglio Pierre André Bailly de Suffren de Saint Tropez una spada d'oro (1784)

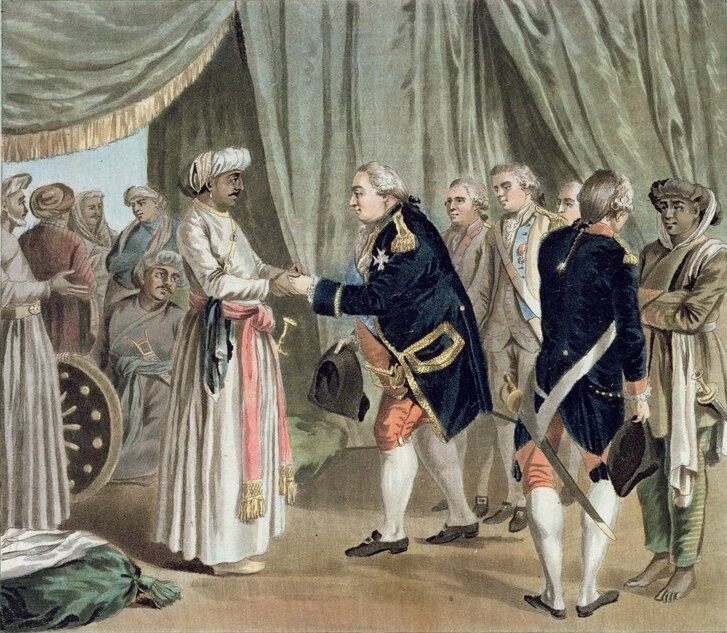
Suffren incontra Hyder Ali nel 1782, incisione di J.B. Morret, 1789.

A questo punto, de Suffren condusse una campagna contro l'ammiraglio inglese Sir Edward Hughes (1720?-1794), ricordato per il numero, la crudezza e la decisione degli incontri navali tra i due. Quattro azioni ebbero luogo nel solo anno 1782: la Battaglia di Sadras il 17 febbraio 1782, a sud di Madras; la Battaglia di Providien il 12 aprile presso Trincomalee; la Battaglia di Negapatam (1782) il 6 luglio presso Cuddalore (nella quale de Suffren sorprese all'ancoraggio di Trincomalee una piccola guarnigione inglese che costrinse ad arrendersi); ed infine la Battaglia di Trincomalee presso il porto stesso il 3 settembre di quell'anno. Nessuna nave andò persa negli scontri.
La sua attività incoraggiò il sultano indiano Hyder Ali, che già era in guerra con la Compagnia britannica delle Indie orientali e che vedeva in de Suffren un possibile alleato per uno scopo comune. Egli si rifiutò di tornare alle isole col proposito di scortare le truppe, mantenendo il suo personalissimo obbiettivo di puntare sullo squadrone di Sir Edward Hughes. Durante il periodo dei monsoni egli non poté raggiungere le isole ma si riposò nel porto di Sumatra e tornò all'attacco nel 1783. Hyder Ali era morto ormai, ma suo figlio Tipu continuava a mantenere attiva la guerra contro gli inglesi. Quando Suffren incontrò Hughes nella Battaglia di Cuddalore (20 aprile 1783), con quindici navi contro diciotto, Suffren forzò Hughes a ritirarsi a Madras, lasciando l'armata poi ad assediare Cuddalore in una posizione molto pericolosa. L'arrivo della notizia della pace dall'Europa pose fine alle ostilità e de Suffren poté fare ritorno in Francia.

### Gli ultimi anni

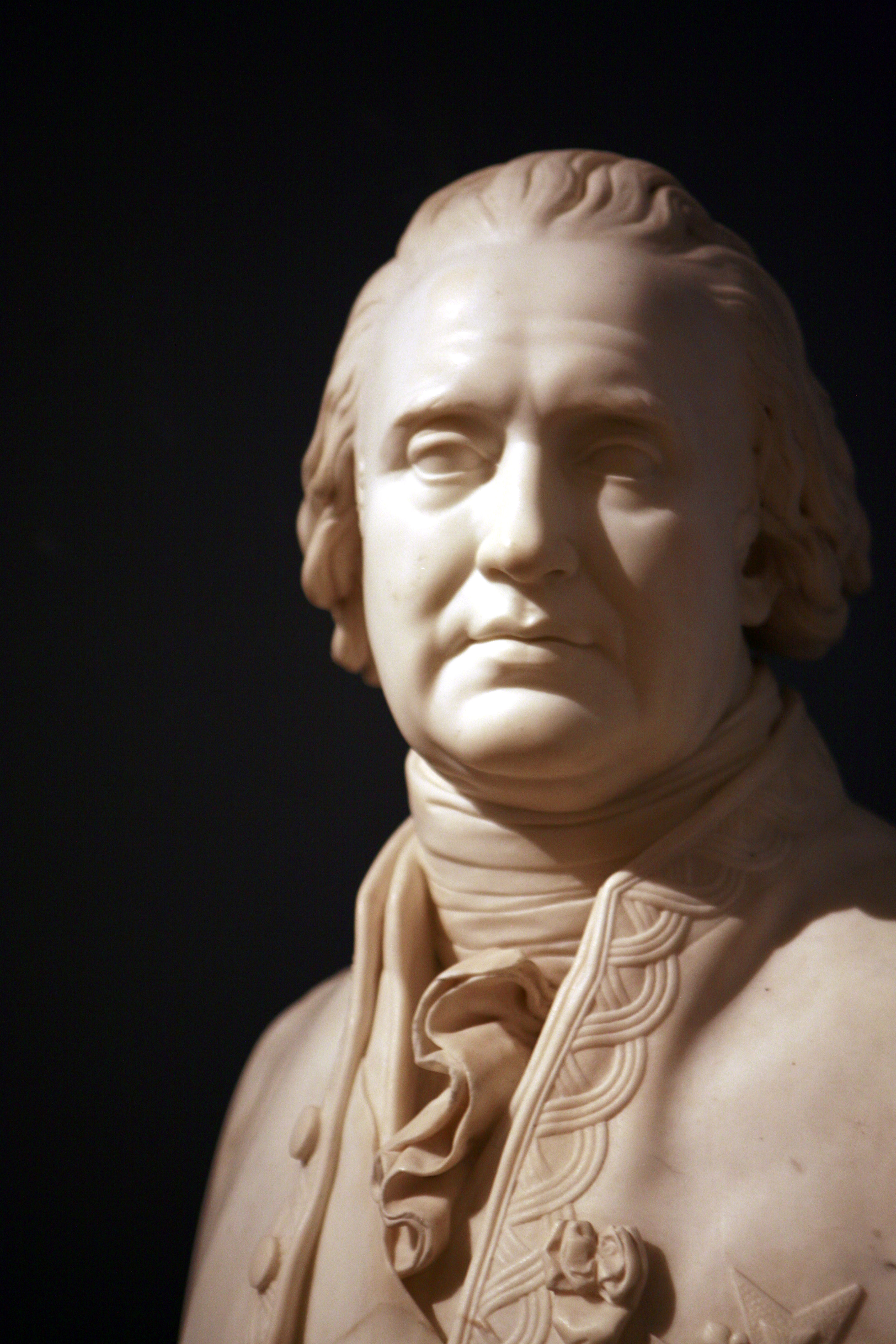
Busto di Suffren ad opera di Isidore-Hippolyte Brion, conservato oggi al Museo Navale di Parigi.

Mentre si stava riposando a Città del Capo sulla via del rientro, de Suffren trovò altre navi che lo seguirono in Francia con complimenti ed entusiasmo per le operazioni compiute. A Parigi de Suffren venne accolto con grande entusiasmo e nel 1781 il conte d'Aubigny lo propose per l'incarico di vice-ammiraglio di Francia. Contestualmente egli venne promosso Balì Cavaliere di Gran Croce dell'Ordine di Malta e venne ammesso come cavaliere dell'Ordine dello Spirito Santo francese (privilegio concesso a pochissime personalità non appartenenti alla nobiltà più elevata).
Il 25 agosto 1785, intanto, era morto il balì de Breteuil, ambasciatore dell'Ordine di Malta a Parigi, e pertanto il gran maestro de Rohan pensò immediatamente a de Suffren per rimpiazzarlo, cogliendo l'occasione della sua grande popolarità e del prestigio stesso che questa nomina avrebbe potuto apportare all'Ordine.
Morì di apoplessia a causa di un "putrido ascesso ed eccessivi sforzi".